# Linia kolejowa nr 749
Linia kolejowa 749 – pierwszorzędna, jednotorowa, zelektryfikowana linia kolejowa łącząca posterunek odgałęźny Legnica Wschód i stację Legnica.